# Dashavatar
Pour plus de détails, voir Fiche technique et Distribution.
Dashavatar est un film d'animation indien réalisé par Bhavik Thakore et sorti en Inde en 2008.
Le film raconte les dix incarnations du dieu hindou Vishnu. C'est un film d'animation traditionnelle en 2D, dont l'intrigue est ponctuée de six chansons.

## Synopsis
Deux enfants, Aarti et Ajay, sont poursuivis par des kidnappeurs. Ils se réfugient dans un temple abandonné, auquel l'un des kidnappeurs finit par mettre le feu. La jeune fille adresse une prière à l'idole de Krishna présente dans le temple. Le dieu répond à ses prières et les deux enfants voient une série d'apparitions en rapport avec les dix avatars de Vishnu.

## Fiche technique
- Titre : Dashavatar
- Réalisateur : Bhavik Thakore
- Musique : Anand Kurekar[1]
- Paroles des chansons : Sandip Khare[1]
- Chansons interprétées par : Shankar Mahadevan, Kunal Ganjawalla, Shaan[incompréhensible], K.K., Shreya Ghoshal et Sanjeev Abhyankar[1]
- Son : Vishwadeep Chatterjee[1]
- Directeur de l'animation : Abhijit Nene[1]
- Sociétés de production : Anushvi Productions, Phoebus Creations Media Pvt Ltd
- Pays :  Inde
- Langue : hindi
- Budget : environ 120 millions de roupies indiennes[1]
- Date de sortie :  Inde : 13 juin 2008

## Doublage
- Shatrughan Sinha : le narrateur[2]
- Sachin Khedekar : Vishnu
- Shreyas Talpade : Nârada
- Rupali Ganguly : Apsara
- Tom Alter : Parshuram
- Shishir Sharma : Bali Raja
- Kenneth Desai : Indra
- Vinay Apte : Kansa
- Ashish Vidyarthi : Hiranakshyapu